# Washburn, Missouri
Washburn är en ort i Barry County i delstaten Missouri, USA.